# 23867 Катсото
23867 Катсото (23867 Cathsoto) — астероїд головного поясу, відкритий 14 вересня 1998 року.
Тіссеранів параметр щодо Юпітера — 3,205.